# Ainudrilus brendae
Ainudrilus brendae är en ringmaskart som beskrevs av Erséus 1997. Ainudrilus brendae ingår i släktet Ainudrilus och familjen glattmaskar. Inga underarter finns listade i Catalogue of Life.